# Moto V
Moto V is een historisch merk van motorfietsen.
De Italiaanse ingenieur Vandone produceerde in 1927 de 325 cc Moto V. Van de verdere historie van het merk is niets bekend.